# Abîme de Bramabiau

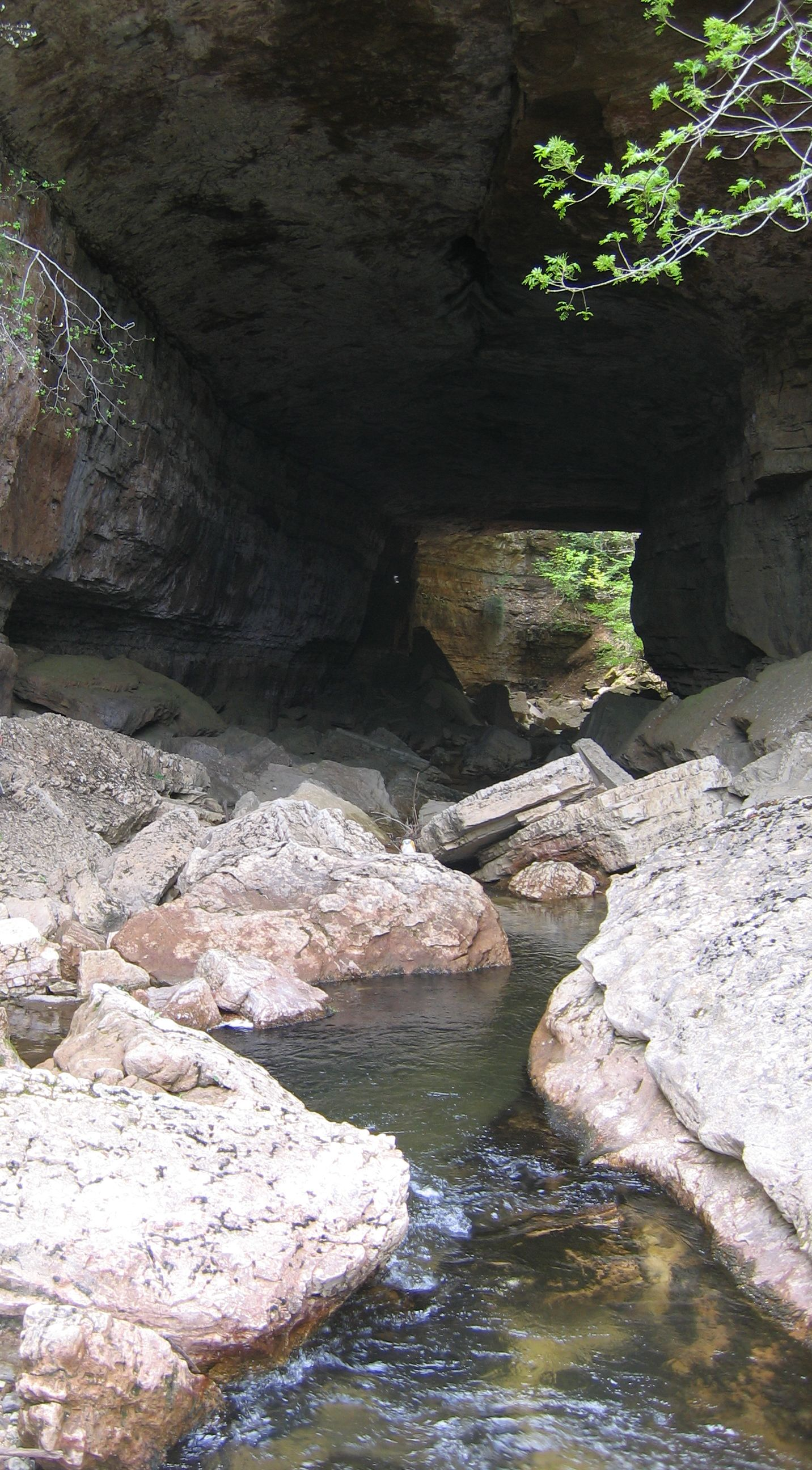
Perte du Bonheur

L'Abîme de Bramabiau ("de afgrond van de Bramabiau") is een grote spleet met hoge wanden in de hoogvlakte van Camprieu, vlak bij Meyrueis in het departement Gard in de regio Occitanie, Frankrijk.
Bereikbaar vanaf Meyrueis en Le Vigan via de D986. Het dichtstbijzijnde plaatsje is Saint-Sauveur-Camprieu.

## Rivier
De Bramabiau (uit het Occitaans: de brullende stier, naar het geluid dat de rivier in de kloof maakt bij hoog water) is de naam van de rivier die  uit de afgrond tevoorschijn komt.
Stroomopwaarts heet de rivier Bonheur, tot het punt waar de rivier van de oppervlakte verdwijnt. Door een kalklaag heen is een grot ontstaan waar de rivier 800 meter ondergronds verder gaat. 
Vanaf het punt waar de rivier weer naar buiten komt wordt hij de Bramabiau genoemd. De river mondt uit in de Trèvezel en vervolgens via de Dourbie en de Tarn in de Garonne.

## Grot
Het ondergrondse gedeelte van de rivier is onderzocht door Édouard-Alfred Martel en is tot wel 70 meter hoog.
De grot is tegen betaling te bezoeken onder leiding van een gids.